# Salmünster

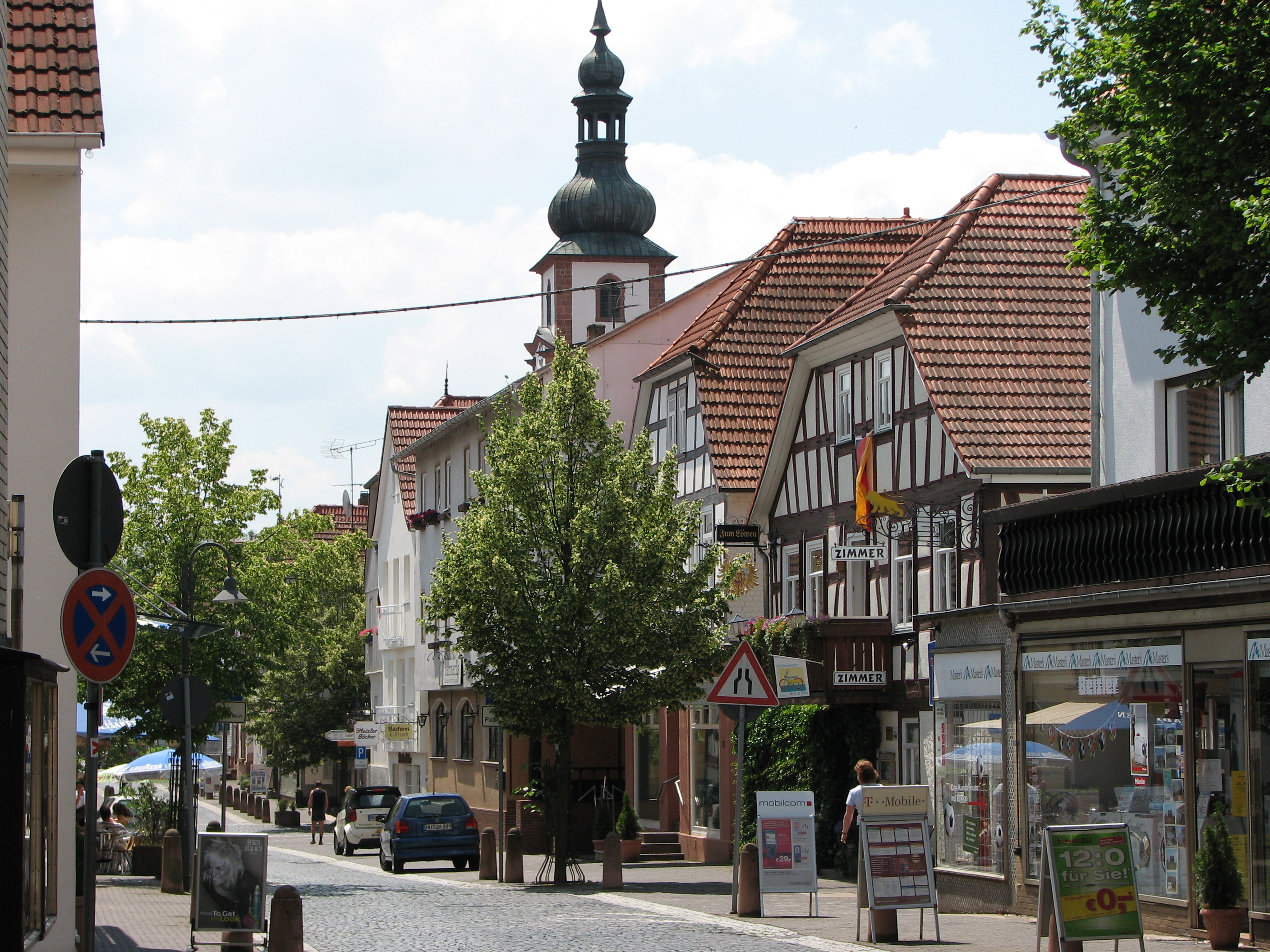
Altstadt von Salmünster (Frankfurter Straße)

Salmünster ist neben Bad Soden einer der namengebenden Stadtteile von Bad Soden-Salmünster im osthessischen Main-Kinzig-Kreis und Sitz der Stadtverwaltung. Weitere Stadtteile sind Ahl, Alsberg, Hausen, Eckardroth, Katholisch-Willenroth, Kerbersdorf, Mernes, Romsthal und Wahlert.

## Geographie

### Geografische Lage

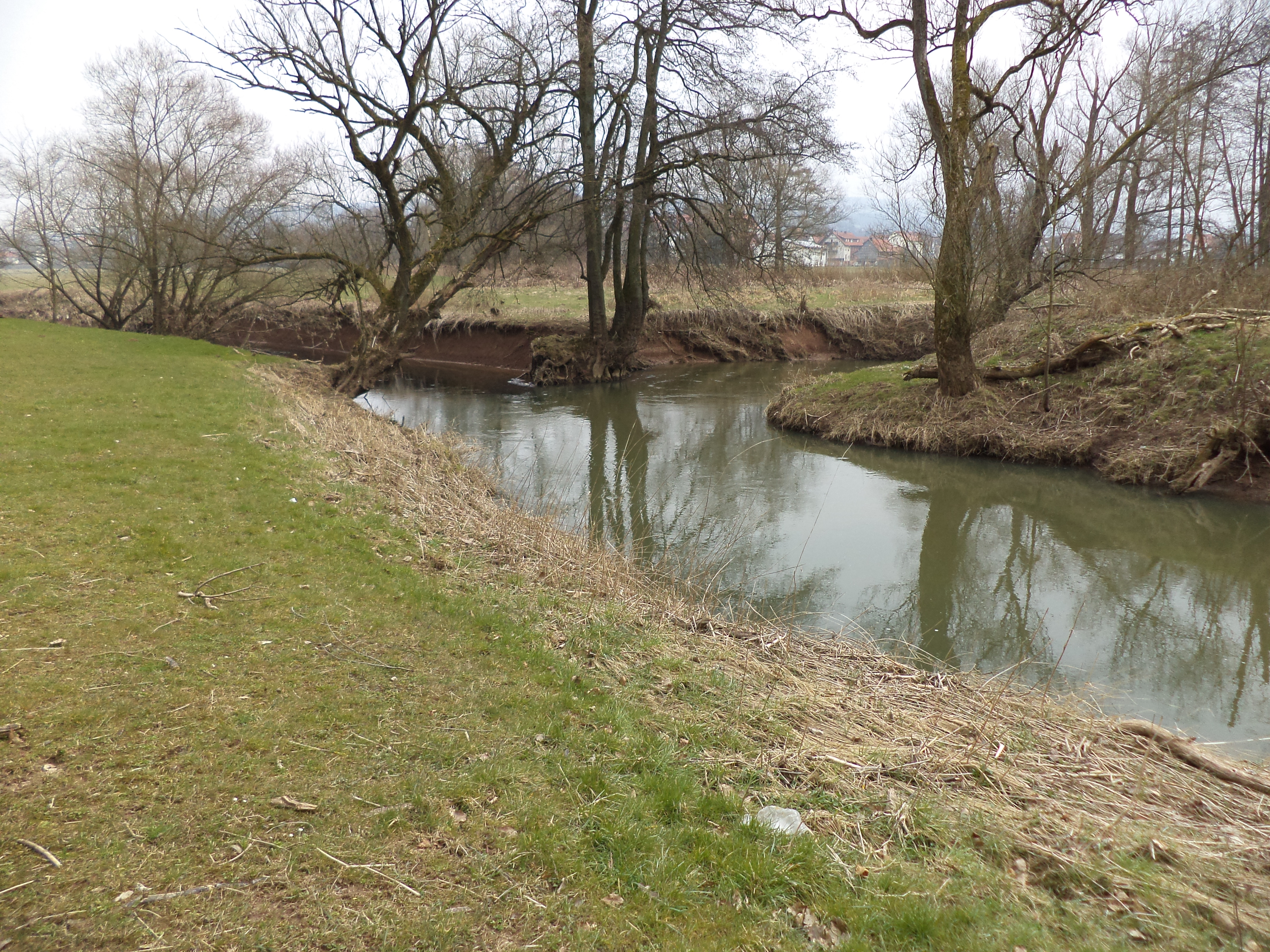
Die Salz (hinten links) mündet in die Kinzig (von hinten rechts nach vorne rechts)

Salmünster gehört zum Main-Kinzig-Kreis. Es liegt im Kinzigtal, am Nordrand des Spessarts und am Südrand des Vogelsbergs, mit dem Münsterberg, 351 m NHN als höchster lokaler Erhebung.
In die Kinzig mündet bei Salmünster die Salz; Spazier- und Radwege durch die Flussauen verbinden den Stadtteil mit Bad Soden.

### Nachbarorte
Salmünster grenzt im Norden an die Ortsteile Bad Soden und Ahl, im Osten an den Ortsteil Hausen und den Gutsbezirk Spessart, im Süden an die Stadt Bad Orb, im Südwesten an Aufenau, im Westen Neudorf, zwei Ortsteile der Stadt Wächtersbach und im Nordwesten an den Ort Udenhain, einen Ortsteil von Brachttal.
| Udenhain | Bad Soden                                   | Ahl                 |
| Weilers  | Kompassrose, die auf Nachbargemeinden zeigt | Alsberg             |
| Aufenau  | Bad Orb                                     | Gutsbezirk Spessart |

## Geschichte

### Frühgeschichte
Archäologische Funde weisen auf eine frühe Besiedlung, bereits um das Jahr 4.000 v. Chr. hin.

### Ursprünge und Ortsname
Der Ort Salmünster findet erstmals Erwähnung als Salchenmunster bzw. Salechenmunistri in einer Urkundensammlung des Klosters Fulda, dem sog. Codex Eberhardi, der in den Jahren 1150–1168 angelegt wurde. „Dabei stehe der Anhang munster wohl für eine Mönchsklause, die damals von einem Mönch namens Salucho bewohnt worden war“.
Eine Urkunde, die in dieser Sammlung als Abschrift erhalten ist, beschreibt den Grenzverlauf des Kirchspiels Salmünster aus der zweiten Hälfte des 9. Jahrhunderts. Als Gründungsdatum des Kirchspiels wird nach Eberhard das Jahr 860 angegeben, richtiger ist wohl das Jahr 886 aus einer Abschrift des 12. Jahrhunderts, in dem „der Mainzer Erzbischof Liutbert eine steinerne Kirche in Salmünster geweiht hatte“. Die Etymologie des Ortsnamens ist umstritten, sie weist in jedem Fall aber auf eine kirchliche Gründung hin (Endung -munster von lat. monasterium = Klosterzelle). 909 überschrieb das Erzbistum Mainz den Sprengel an das Kloster Fulda.

### Stadtgründung
1319 wurde das Stift Salmünster eingerichtet, in dem sich mehrere Weltgeistliche zusammenfanden. Diese übten gemeinschaftlich die priesterlichen Aufgaben in den Gemeinden aus, die der Kirche zu Salmünster beigeordnet waren.
1320 wurde die Siedlung, die sich rund um die Stiftskirche gebildet hatte, auf Bitten des Fuldaer Abtes Heinrich VI. von Hohenberg von Kaiser Ludwig dem Bayern zur Stadt erhoben und mit den Privilegien der vier wetterauischen Reichsstädte Frankfurt am Main, Friedberg, Gelnhausen und Wetzlar ausgestattet. Damit wurde offenbar der Bedeutung des Ortes Rechnung getragen, der eine Wegstation an der bedeutenden Reichsstraße von Frankfurt nach Leipzig war; die heutige Hauptstraße (Frankfurter Straße), die in Nord-Süd-Richtung die Altstadt in der Mitte durchschneidet, folgt dieser historischen Route.
Die kurz darauf angelegte Stadtmauer (fertiggestellt um 1400) verlieh dem Ort seine noch heute im Straßenbild erkennbare bemerkenswert regelmäßige, rechteckige Form. Die restaurierte Stadtbefestigung ist insbesondere am Schwedenring/Amthof (sog. Zent- oder Hexenturm) und am Dammweg (Graben und Stadtmauer) zu besichtigen. An drei von vier Ecken des Rechtecks – mit Ausnahme der Südwestecke mit der Stiftskirche – bildeten sich Höfe aus, die von den landadligen Familien der Umgebung errichtet wurden, darunter die Herren von Jossa und die Herren von Hutten. Diese übten im Auftrag des Klosters Fulda Vogteirechte in Salmünster aus; daran erinnert noch eine „Vogtstraße“. Zu den heute noch erhaltenen Adelssitzen zählen der Huttenhof und der Amthof (Nordwestecke) sowie der Schleifrashof (Südostecke); am Freihof (auch „Alter Hof“ genannt) im Nordosten ist das Areal noch dokumentiert, die Bausubstanz jedoch völlig verändert.

### Frühe Neuzeit
Obwohl das 16. und 17. Jahrhundert von Unruhe gezeichnet war – u. a. durch die rasche Abfolge von Reformation und Gegenreformation und die zahlreichen Pestepidemien in Salmünster – entging die Stadt weitgehend den Zerstörungen, die die militärischen Konflikte der Zeit hinterließen. Aus der Zeit des Dreißigjährigen Krieges ist die Geschichte der „Tapferen Frauen von Salmünster“ überliefert, die nach Aussage des zeitgenössischen Chronisten Johannes Lutz (Wirt des Gasthofs Weißes Roß) den Angriff von 1.200 schwedischen Marodeuren 1646 abwehrten, indem sie diese mit Bienenkörben bewarfen. Den unerschrockenen Verteidigerinnen wurde 2001 im Bereich des abgerissenen Untertors ein bronzenes Denkmal gesetzt.
In Folge des Dreißigjährigen Krieges kamen 1650 die Franziskaner (OFM) der Thüringischen Franziskanerprovinz (Thuringia) nach Salmünster. Kurz zuvor waren sie aus der Nachbarstadt Gelnhausen vertrieben worden. In Salmünster errichteten sie 1691–1694 ihr neues Kloster.
Rund fünfzig Jahre später, 1745, wurde die alte Stiftskirche abgerissen und durch einen zeitgemäßen, barocken Kirchenbau (St. Peter und Paul) ersetzt. Der alte Glockenturm indes blieb erhalten, da er einen Teil der Stadtbefestigung bildete. Erst 1895 wurde der – inzwischen stark baufällige – Turm, nachdem er zum Teil eingestürzt war, niedergelegt und das Material zur Vergrößerung des Klostergebäudes verwendet.

### Postverkehr
Nach Einrichtung eines Oberpostamtes in Frankfurt durch das Haus Thurn und Taxis legte der Postmeister Johann von den Birghden, 1616 einen festen Postkurs auf der Strecke Frankfurt – Leipzig fest. Salmünster war, ebenso wie Gelnhausen eine der „Posthaltereien“. 1729 wird die Posthalterei Salmünster erstmals genannt.
Schon um 1660 kam, mit der Fürstlich Hessischen Post eine Konkurrenz-Linie auf der gleichen Route hinzu. In der Napoleonischen Zeit (1806–1813) wurden beide Linien zu einer einzigen vereint, die ab dem 2. Dezember 1813 wieder in der Regie von Thurn und Taxis lief. Nach dem Anschluss Salmünsters an das Kurfürstentum Hessen 1816 erhielt die Postanstalt den Namen Postverwaltung.
Mit der Aufnahme des viel günstigeren und leistungsfähigeren Bahnbetriebes auf der Linie Hanau – Fulda kam ein baldiges Ende des Fahr- und des Reisepostverkehrs auf der Via Regia.

### Napoleonische Zeit und 19. Jahrhundert
Im 19. Jahrhundert wurde Salmünster von den politischen Wirren erfasst, die den Napoleonischen Kriegen folgten. Das Hochstift Fulda wurde 1802 säkularisiert und fiel als Fürstentum Nassau-Oranien-Fulda an Wilhelm V. Batavus von Oranien-Nassau-Dietz bzw. dessen Sohn Wilhelm Friedrich von Oranien-Nassau. Allerdings verlor das Haus Oranien-Nassau seine sämtlichen Besitzungen, als es sich der Koalition gegen Frankreich anschloss und dann von Napoléon aber 1806, im Zuge der Schlacht bei Jena und Auerstedt, besiegt wurde. Infolgedessen wurden die fuldischen Gebiete offiziell zum französischen Departement Fulda, das wiederum 1810 dem neu eingerichteten Großherzogtum Frankfurt inkorporiert wurde. Salmünster, seit alters her Gerichtsort, erhielt die Funktion einer Districtsmairie. Bereits 1813 aber, nach der Niederlage Napoléons in der Völkerschlacht bei Leipzig, kam es zu erneuten Umverteilungen in der Herrschaft. Auf dem Rückzug soll Napoleon am 29. Oktober 1813 in Salmünster vorbeigekommen und der Überlieferung nach auf einer Bank gerastet haben, die heute im Eingangsbereich des Hotels „Engel“ (Bau von 1687) steht.
Fulda wurde nach dem Wiener Kongress kurhessisch, das Amt Salmünster 1822 der Provinz Hanau (ehemals Fürstentum Hanau) als eigener Kreis (Kreis Salmünster) zugeschlagen. Bis 1829 eigenständig, gehörte das Amt Salmünster ab 1830 zum Kreis Schlüchtern.
Salmünster erhielt 1868 einen Bahnhof und 1888 eine evangelische Kirche.

### 20. und 21. Jahrhundert
Im Zuge der Gebietsreform in Hessen wurden auf freiwilliger Basis am 1. Dezember 1970 die Gemeinden Alsberg, Kerbersdorf und Romsthal in die Stadt Salmünster eingemeindet; am 1. Juli 1972 auch die Gemeinde Katholisch-Willenroth, die bis dahin zum Landkreis Gelnhausen gehörte.
Die Stadt Salmünster wurde am 1. Juli 1974 mit der Stadt Bad Soden bei Salmünster und der Gemeinde Mernes zur Stadt Bad Soden-Salmünster kraft Landesgesetz zusammengeschlossen. Für Salmünster wurde ein Ortsbezirk mit Ortsbeirat und Ortsvorsteher eingerichtet.
Einer Altstadtsanierung 1987 folgte die Restaurierung der Stadtmauer in 9-jähriger freiwilliger Arbeit (2000 bis 2009) durch eine Gruppe Salmünsterer Bürger. An der Mühlenbachbrücke dokumentiert ein Gedenkstein mit der Inschrift Mensterer Stääklopper ho die Mauer goanz gemocht diese Restaurierung.
Die Franziskaner haben 2004 das Kloster aufgegeben. Im ehemaligen Klostergebäude befindet sich heute ein modernes Bildungs- und Exerzitienhaus der Diözese Fulda.

### Jüdisches Leben in Salmünster

#### Mittelalter und Neuzeit
Die günstige Lage an der Frankfurt-Leipziger Handels- und Heeresstraße führte vermutlich, ähnlich wie in Soden, schon im Mittelalter „zur Ansiedlung jüdischer Familien und Kaufleute in der Altstadt Salmünsters“. Ein Nachweis jüdischen Lebens in Salmünster findet sich aber erst, als in der zweiten Hälfte des 17. Jahrhunderts, im Jahr „1655 Jacob der Jud als Grundbesitzer aus Salmünster aufgelistet“ wird.
Die Ansiedlung von Juden im eigenen Herrschaftsbereich stellte für die Obrigkeit, wegen des von Juden zu entrichtende Schutzgeldes, eine interessante Einnahmequelle dar. Erst nach der Französischen Revolution, zu Beginn des 19. Jahrhunderts erlangten die Juden eine Gleichberechtigung. Die Gemeinde wuchs und erfüllte 1848 die „Voraussetzungen zur Gründung einer Synagogengemeinde, nämlich das Vorhandensein von zehn männlichen Erwachsenen, die die liturgischen Feiern abhalten konnten“. 1865 wurde ein am Mühlbach gelegener städtischer Schafstall, zur Synagoge ausgebaut. Der große Synagogenraum diente gleichzeitig als Schulraum. Eine jüdische Schule existierte aber bereits zuvor und stand im Verband mit Wächtersbach (seit 1856). Die Schule blieb noch eigenständig bis zur Gründung der Henry-Harnischfeger-Schule 1931. Der Synagoge angeschlossen war auch, dank des vorbeifließenden Mühlbachs, eine Mikwe, das rituelle Frauenbad.
In der Mehrzahl waren die jüdischen Mitbürger von Salmünster Händler oder Kaufleute und zum Beispiel im Viehhandel tätig. Die Familiennamen waren: Neuhaus, Stern, Grünebaum, Selig und Jakobi. Sie bekleideten teilweise auch öffentliche Ämter, wie etwa Herr Stern, der während des Weltkrieges (1914–1918) Stadtrat war.
Die Toten der jüdischen Gemeinde wurden im 17. Jahrhundert in Gelnhausen, später in Eckardroth, seit 1923 auf einem eigenen, in diesem Jahr eingeweihten Friedhof beigesetzt. Auf dem 1937 behördlich geschlossenen und abgeräumten Friedhof konnten nach 1945 noch zwei wiedergefundene Grabsteine errichtet werden. 1966 folgte ein Gedenkstein mit den Namen der sieben dort bestatteten jüdischen Mitbürger.

#### Verfolgung
„Zwischen 1933 und 1937 sind alle jüdischen Gemeindeglieder (1933: etwa 40 Personen) auf Grund der zunehmenden Entrechtung und der Repressalien weggezogen beziehungsweise ausgewandert.“ Die Synagogengemeinschaft wurde 1937 aufgelöst und das Gebäude weit unter Preis zwangsveräußert. Die im Reich verbliebenen Juden wurden später, 1941/42 in Konzentrationslager deportiert.
Von den ausgewanderten Salmünster Juden sind einige „führend in der Aluminium-Industrie (Legierung und Verhüttung) tätig gewesen. … Die Brüder Dr. Henry und Walter Selig sind in Amerika Chemiker beziehungsweise Atomforscher geworden“.

#### Erinnerung
An die jüdische Gemeinde und ihre Mitglieder, insbesondere an diejenigen, die im NS-Staat unschuldig verfolgt wurden, erinnern heute Stolpersteine, die in der Stadt zu finden sind. Am 8. November 2018 wurden durch den Künstler Gunter Demnig an vier Erinnerungsorten, im Rahmen einer Gedenkveranstaltung, die ersten
19 solcher Stolpersteine verlegt. Gleichzeitig wurde an der ehemaligen Synagoge in Vogtgasse 15 eine Gedenktafel enthüllt. Im September 2022 folgte eine zweite Aktion, mit weiteren zwölf Stolpersteinen. Eine enorme Leistung, in Anbetracht der schwierigen Ermittlungslage für die Schicksale der Betroffenen jüdischen Mitbürger. Hierbei leistet das „Archives International Center On Nazi Persecution“ in Bad Arolsen wertvolle Hilfe.

### Einwohnerentwicklung
Quelle: Historisches Ortslexikon
| • 1668: | 78 Herdstätten mit 365 Personen |
| • 1789: | 200 Bürger                      |
| • 1812: | 192 Feuerstellen, 1318 Seelen   |

| Salmünster: Einwohnerzahlen von 1812 bis 1970 | Salmünster: Einwohnerzahlen von 1812 bis 1970 | Salmünster: Einwohnerzahlen von 1812 bis 1970 | Salmünster: Einwohnerzahlen von 1812 bis 1970 | Salmünster: Einwohnerzahlen von 1812 bis 1970 |
| --- | --------------------------------------------- | --------------------------------------------- | --------------------------------------------- | --------------------------------------------- |
| Jahr |                                               |                                               |                                               | Einwohner                                     |
| 1812 | 1812                                          |                                               | 1.318                                         | 1.318                                         |
| 1834 | 1834                                          |                                               | 1.686                                         | 1.686                                         |
| 1840 | 1840                                          |                                               | 1.590                                         | 1.590                                         |
| 1846 | 1846                                          |                                               | 1.555                                         | 1.555                                         |
| 1852 | 1852                                          |                                               | 1.557                                         | 1.557                                         |
| 1858 | 1858                                          |                                               | 1.466                                         | 1.466                                         |
| 1864 | 1864                                          |                                               | 1.395                                         | 1.395                                         |
| 1871 | 1871                                          |                                               | 1.286                                         | 1.286                                         |
| 1875 | 1875                                          |                                               | 1.247                                         | 1.247                                         |
| 1885 | 1885                                          |                                               | 1.219                                         | 1.219                                         |
| 1895 | 1895                                          |                                               | 1.224                                         | 1.224                                         |
| 1905 | 1905                                          |                                               | 1.430                                         | 1.430                                         |
| 1910 | 1910                                          |                                               | 1.548                                         | 1.548                                         |
| 1925 | 1925                                          |                                               | 1.598                                         | 1.598                                         |
| 1939 | 1939                                          |                                               | 1.862                                         | 1.862                                         |
| 1946 | 1946                                          |                                               | 2.509                                         | 2.509                                         |
| 1950 | 1950                                          |                                               | 2.558                                         | 2.558                                         |
| 1956 | 1956                                          |                                               | 2.583                                         | 2.583                                         |
| 1961 | 1961                                          |                                               | 2.712                                         | 2.712                                         |
| 1967 | 1967                                          |                                               | 2.998                                         | 2.998                                         |
| 1970 | 1970                                          |                                               | 4.544                                         | 4.544                                         |
| Datenquelle: Historisches Gemeindeverzeichnis für Hessen: Die Bevölkerung der Gemeinden 1834 bis 1967. Wiesbaden: Hessisches Statistisches Landesamt, 1968. Weitere Quellen: 1970 mit Wahlert. |                                               |                                               |                                               |                                               |

### Religionszugehörigkeit
Quelle: Historisches Ortslexikon
| • 1885: | 112 evangelische (= 9,19 %), 1064 katholische (= 87,28 %), ein anderes christliche (= 0,08 %), 42 jüdische (= 3,45 %) Einwohner |
| • 1961: | 436 evangelische (= 16,08 %), 2258 katholische (= 83,26 %) Einwohner                                                            |

## Politik

### Ortsbeirat
In Salmünster besteht, ebenso wie in allen anderen Stadtteilen von Bad Soden-Salmünster, ein Ortsbezirk nach der Hessischen Gemeindeordnung. Im Ortsbeirat sind die CDU (2 Sitze), die GWL (3 Sitze) und die SPD (2 Sitze) vertreten. Ortsvorsteher ist Johannes Wiegelmann (CDU).

### Wappen

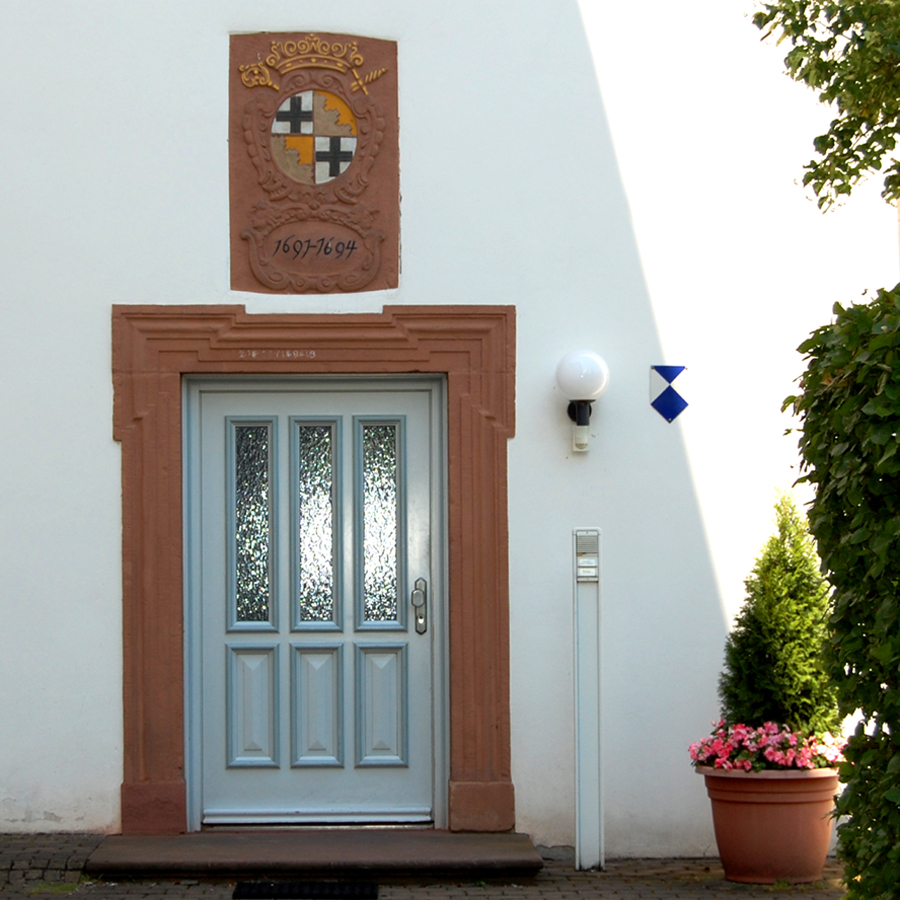
Eingang des Bildungs- und Exerzitienhauses Salmünster mit Wappen des Fürstabtes von Fulda Placidus von Droste (1678–1700) und den Jahreszahlen des 1. Bauabschnitts des Franziskanerklosters Salmünster.

Am 16. Oktober 1967 wurde der Gemeinde Salmünster im damaligen Landkreis Schlüchtern, Regierungsbezirk Wiesbaden, ein Wappen mit folgender Blasonierung verliehen: In Rot ein silberner Schild mit durchgehendem schwarzen Kreuz unter einer goldenen, mit roten Steinen besetzten Mitra.

## Infrastruktur und Wirtschaft

### Schulen
In Salmünster befindet sich mit der Henry-Harnischfeger-Schule sowohl eine Grundschule als auch eine integrierte Gesamtschule, die für das gesamte Umland zuständig ist.
Als weiterführende Schulen gibt es in der Region auch die Friedrich-August-Genth-Schule, eine (Kooperative Gesamtschule) in Wächtersbach und das Grimmelshausen-Gymnasium in Gelnhausen.

### Kindertagesstätten
Salmünster verfügt mit der Katholischen Kindertagesstätte St. Maria über eine Einrichtung mit insgesamt 100 Plätzen, für Kinder von 3–6 Jahren. Hinzu kommt ein 2-gruppiger Krippenbereich, in dem Kinder ganz- oder halbtags betreut werden können. Auch Mittagsverpflegung wird angeboten. „Ab Frühjahr 2017 wird …, in Kooperation mit der Stadt Bad Soden-Salmünster, noch eine weitere Ü3-Gruppe in der Außenstelle „im Schleifrashof“ angegliedert“, in der 25 Kinder Platz finden. „Kinder mit erhöhtem Förder-und/oder Betreuungsbedarf können im Rahmen der Inklusion in unserer Kita betreut werden“. Seit 2021 findet in Schloss Hausen eine neue Kindertagesstätte ihr Domizil. Beginnend mit einer Gruppe von 20 Kindern wird die Kita im Endausbau, 2022 vier Gruppen mit insgesamt 74 Kindern Platz bieten. Trägerin der Einrichtung ist die Stadt Bad Soden-Salmünster in Kooperation mit dem Christlichen Jugenddorfwerk Deutschland.

### Generationentreff
In historischen Mauern, chic, modern aber auch funktional eingerichtet präsentiert sich seit 2020 ein Generationentreff im Schleifrashof in Salmünster. Mit einem großen Saal im Erdgeschoss, für bis zu 217 Personen und vielen kleineren Gruppenräumen, in der 1. Etage verfügt er zunächst einmal räumlich über seiner Zweckbestimmung entsprechende Ausstattung. Aber auch technisch ist alles auf aktuellstem Stand. Hinzu kommen ein einladend eingerichteter Lesesaal, eine Kühleinrichtung und eine Industrieküche – alles für das leibliche Wohl – sowie Umkleide- und Lagerräume für Schauspiel und Unterhaltung.

### Verkehrsanbindung

#### Straße
Salmünster ist über die Anschlussstelle Bad Soden-Salmünster (AS 46) der Bundesautobahn 66 zu erreichen. Die quer durch den Ort verlaufende L3178 verbindet ihn mit den Ortsteilen Bad Soden und Hausen.

#### Bahn
In Salmünster gibt es einen Bahnhof an der DB-Strecke Frankfurt am Main–Fulda. Die Regionalbahn, die im Stundentakt verkehrt bringt eine Anbindung an die ICE-Haltepunkte Fulda und Hanau bzw. Frankfurt. Der nächste behindertengerecht ausgebaute Bahnhof ist Wächtersbach.

#### Fahrrad
In Salmünster besteht Anschluss an den Hessischen Radfernweg R3. Er führt als „Rhein-Main-Kinzig-Radweg“ von Rüdesheim nach Tann in der Rhön. In Wächtersbach besteht weiterhin Anschluss an den Vogelsberger Südbahnradweg.

### Nahverkehr
Ganzjährig verkehren in Salmünster mehrere Buslinien des KVG. Sie schaffen z. B. mit den Linien MKK-76, MKK-80 und MKK-90 öffentliche Verkehrsanschlüsse zu allen Ortsteilen der Gemeinde Bad Soden-Salmünster, aber auch zu den nahen Gemeinden Wächtersbach, Bad Orb, Brachttal, Jossgrund, Steinau und Schlüchtern. Es gilt der Tarif des Rhein-Main-Verkehrsverbundes.

### Freiwillige Feuerwehr Salmünster
Schriftliche Spuren zum Organisieren von Feuerlöschaktivitäten gehen in Salmünster bis ins Jahr 1613 zurück. Wie alle Stadtteile Bad Soden-Salmünsters verfügt Salmünster über einen eigenen Stützpunkt. Die Freiwillige Feuerwehr Salmünster wurde am 20. Februar 1925 gegründet. Sie entwickelte sich so gut, dass die Stadtverwaltung im Januar 1926 bereits eine Ausrüstung für 70 Mann stellte. „Neben der Freiwilligen Feuerwehr bestand in Salmünster noch bis 1933 als Verstärkung die Pflichtfeuerwehr. Mitglieder der Freiwilligen Feuerwehr, die den Übungen laufend fernblieben, überwies man der Pflichtfeuerwehr“.
Am 22. Februar 1969 wurde in Salmünster eine Jugendwehr mit 19 Jugendlichen als Mitglieder gegründet.
Aktuell beträgt die Personalstärke der Einsatzabteilung 46 Personen, die der Jugendfeuerwehr 11 Personen.
Die Einsatz- und Gefahrenschwerpunkte sind:
- Kurkliniken,
- Bahntrasse Fulda–Frankfurt,
- Bundesautobahn A66.

### Industrie, Gewerbe und Handel
Ein wesentlicher Teil der Wirtschaftsaktivität wird von Zuliefererfirmen für die Automobilindustrie und vom Einzelhandel getragen.
- Die Altstadt Salmünsters hat einige Einzelhandelsgeschäfte, einfache Unterkünfte, Gaststätten und Cafés.
- Das weltweit tätige Automobilzulieferunternehmen Woco hat seinen Sitz in Bad Soden-Salmünster.
- Darüber hinaus ist Salmünster mit der Strassing Bau, einem Tochterunternehmen der Mitteldeutsche Hartstein-Industrie AG in Hanau, der Sitz einer überlokal agierenden Tiefbaufirma.

## Sehenswürdigkeiten
Die Altstadt von Salmünster innerhalb der restaurierten Stadtbefestigung ist durch von der Frankfurter Straße ausgehende Gassen innerhalb des rechteckigen Grundrisses geprägt; der Mühlbach durchfließt in der Mitte das Areal in West-Ost-Richtung. Es mischen sich Fachwerkhäuser aus dem 17. und 18. Jahrhundert, teilweise mit Schmuckfriesen und Inschriften, mit Häusern in farbiger Schindelbauweise als Fassadengestaltung. Gut restaurierte Fachwerkhäuser sind beispielsweise Frankfurter Straße 13 und 29, Häuser in der Vogtgasse, die ehemalige Stadtmühle, ein Hofgut in der Hirtengasse sowie das Rathaus (1844–46), teils in Fachwerk, teils in Schindel, mit einer 1990 erneuerten Brunnenanlage.

### Kirche St. Peter und Paul

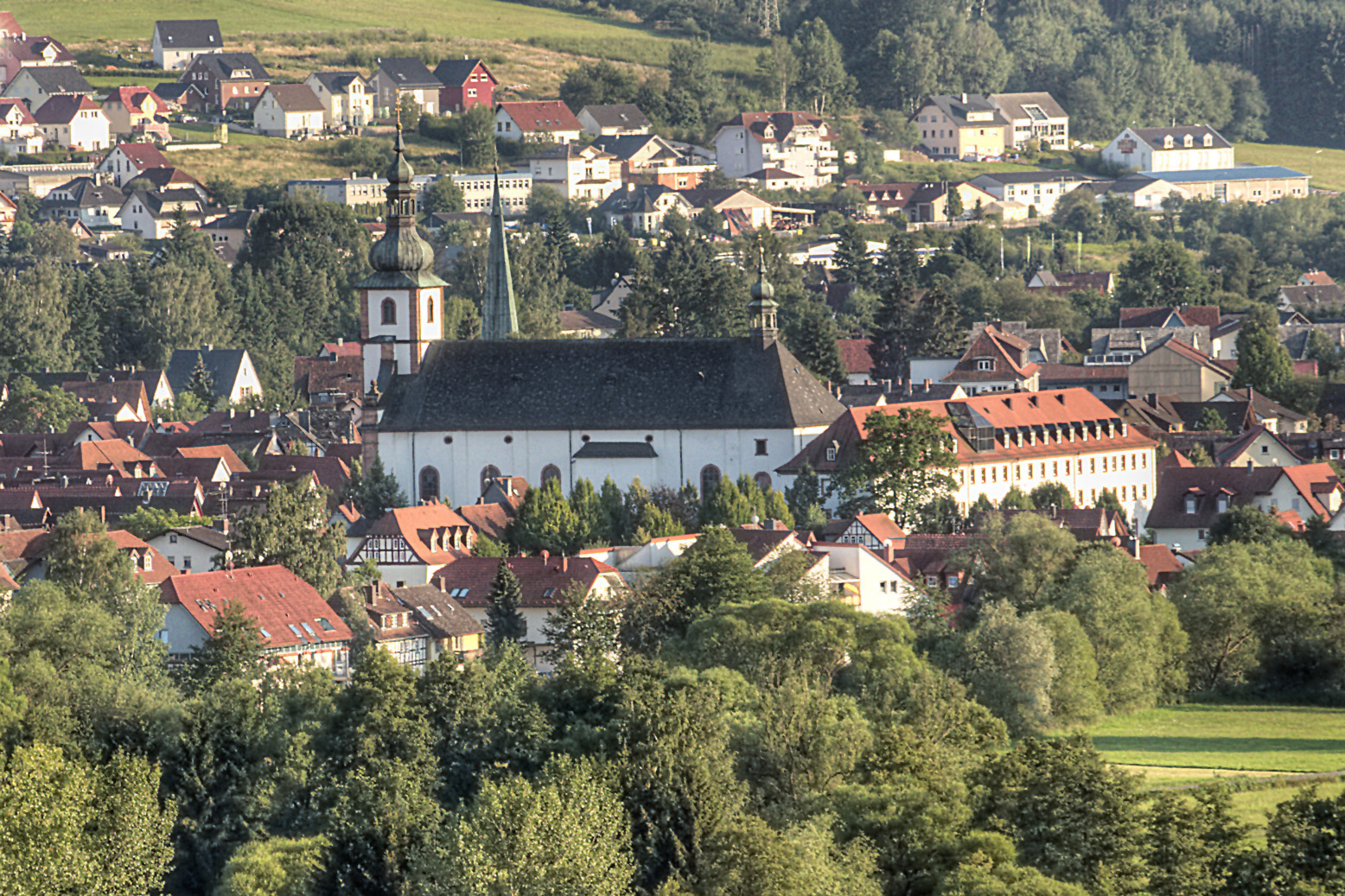
Franziskanerkloster mit der Pfarrkirche St. Peter und Paul in Salmünster.

Die barocke Kirche St. Peter und Paul geht auf Franziskaner zurück, die 1650 von Frankfurt kommend, das Kloster Salmünster gründeten. Die von ihnen 1735 bei Fürstabt Adolf von Dalberg beantragte Stifts- und Pfarrkirche wurde 1737 bis 1745 vom Fuldaer Hofbaumeister Andrea Gallasini errichtet. Die aus der gleichen Epoche stammende Innenausstattung (5 Altäre und eine Kanzel) stammt von den Fuldaer Hofmalern Johann Andreas Herrlein und Emanuel Wohlhaupter sowie den Franziskaner-Bildhauern Hyazinth Wiegand und Melchior Egenolf. Thema ist neben den sakralen Ikonographien (Leben und Leiden Christi und Maria) auch eine Hommage an den Fuldaer Fürstbischof und Mitstifter Amand von Buseck (Stifterwappen am Hochaltar). „Das Fehlen von des fürstäbtlichen Wappens an, beziehungsweise in der Architektur“ verweist allerdings darauf, dass diese Mittel nur spärlich geflossen sind. Im Jahre 2004 verließen die Franziskaner Salmünster.
Der barocke Bau ersetzte eine Vorgängerkirche, erhalten blieb jedoch zunächst noch der alte Wehrturm, der dann im Jahr 1895 einstürzte.
Vom ehemals sechsstimmigen Geläut der Pfarrkirche St. Peter und Paul aus dem Jahre 1902 hat nur die kleinste, die gis'-Glocke (Josefs-Glocke) beide Weltkriege überstanden. 1950 kamen die e‘-Glocke (Peter-und-Paul-Glocke) sowie die fis‘-Glocke (Maria-Hilf-Glocke) hinzu. Erst 1959 konnte mit der (cis‘-Glocke), der großen Johannesglocke das Geläut vervollständigt werden. Das vierstimmiges Geläut ist aus Bronze. Ebenso wie das erste Geläut stammen alle Glocken aus der Glockengießerei Otto in Bremen-Hemelingen. „Alle vier Glocken läuten in einem historischen Holzglockenstuhl an Stahljochen. Während die drei kleineren Instrumente an geraden Jochen mit Flugklöppeln läuten, erklingt die große Glocke aus Platzgründen an einem gekröpften Joch, samt Gegengewichtsklöppel. In den vergangenen Jahren erhielten die Glocken neue Joche, Klöppel sowie eine „Movotron“-Steuerung“.
Seit 1983 werden in der Kirche St. Peter und Paul die Passionsspiele Salmünster aufgeführt.

### Evangelische Kirche
Die zur Evangelische Kirche von Kurhessen-Waldeck gehörende evangelische Versöhnungskirche in Salmünster wurde 1888 im neugotischen Stil errichtet. Das im Zweiten Weltkrieg verloren gegangene Geläut wurde im Jahr 1958 durch ein vierstimmiges Geläut aus Bronze von der Glockengießerei Rincker in Sinn (Hessen) ersetzt.

### Adelshöfe

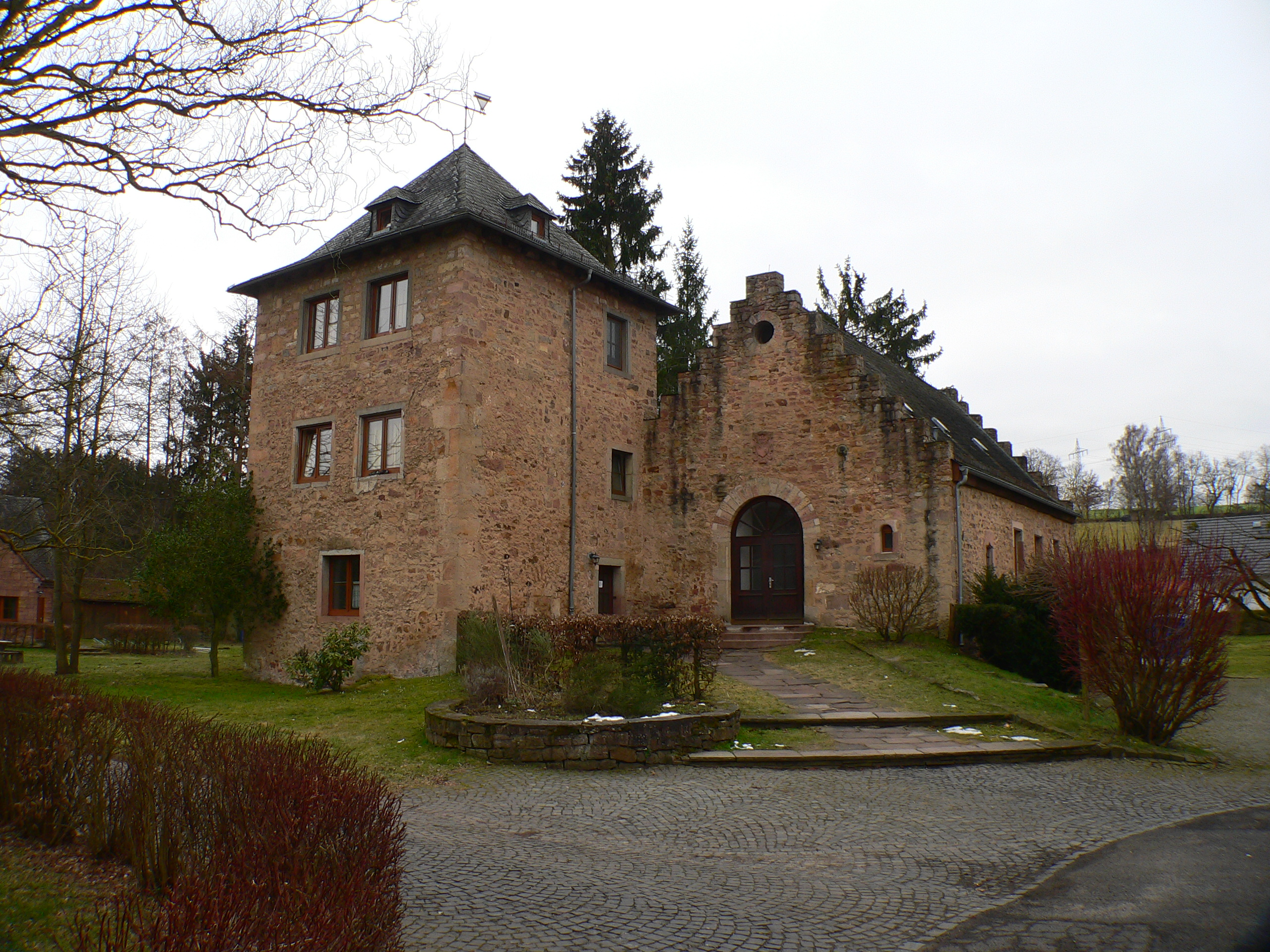
Schloss Hausen

- Der Amthof – auch Nassauer Hof genannt – ist das Huttenschloss Salmünsters, 1562–64 von Ludwig von Hutten erbaut, ein Rechteckbau mit Treppenturm, sowie hinter einer großen Blautanne mit einem weiteren Trakt, der als Gästebau diente. Die Brunnenanlage vor dem Schloss wurde 1993 erneuert. Das Gebäude dient heute als Amtsgericht.
- Der Huttenhof Salmünster, einem 1995–2005 umgebauten Privathaus, das im Kern mittelalterliche Bausubstanz hat und als ältester Stammsitz und Burggut der Hutten in Salmünster seit 1364 überliefert ist.
- Die ältesten Teiles des Schleifrashofs (Winkelbau mit Treppenturm) stammen aus dem 16. Jahrhundert; jüngeren Datums (1707/08) ist das vorgelagerte Torhaus. Der Schleifrashof dient heute verschiedenen Zwecken (Wohnungen, Trauzimmer, Musik- und Theaterveranstaltungen).
- Schloss Hausen; das heutige Schloss Hausen geht wahrscheinlich auf eine Wasserburg zurück. Erstmals wird sie 1319 erwähnt.[34] Das 1581 errichtete Verwaltungsgebäude der Amtskellerei ist in seinem ursprünglichen Zustand erhalten geblieben, während die alte Zehntscheune (erbaut um 1530) in den Jahren 2004–2008 renoviert und umgebaut wurde. Seit 1981 gehört die Anlage dem Christlichen Jugenddorfwerk Deutschlands.

### Heimatmuseum
Die ehemalige Hofreite in der Hirtengasse (Fachwerkbau des 18. Jahrhunderts) ist seit 1997 Heimatmuseum der Stadt Salmünster mit einer permanenten Ausstellung zum dörflichen Leben um 1850. Ausgestellt sind Gerätschaften von Scheune und Stall, Handwerksstätten (Sattler, Wagner, Schumacher, Schmiede, Küfer, Schreiner), aber auch kirchliche Exponate des ehemaligen Franziskanerklosters.

## Freizeit und Tourismus

Spessartfährten, Wegmarkierung

Symbol der Jakobsmuschel als Wegweiser am Jakobsweg

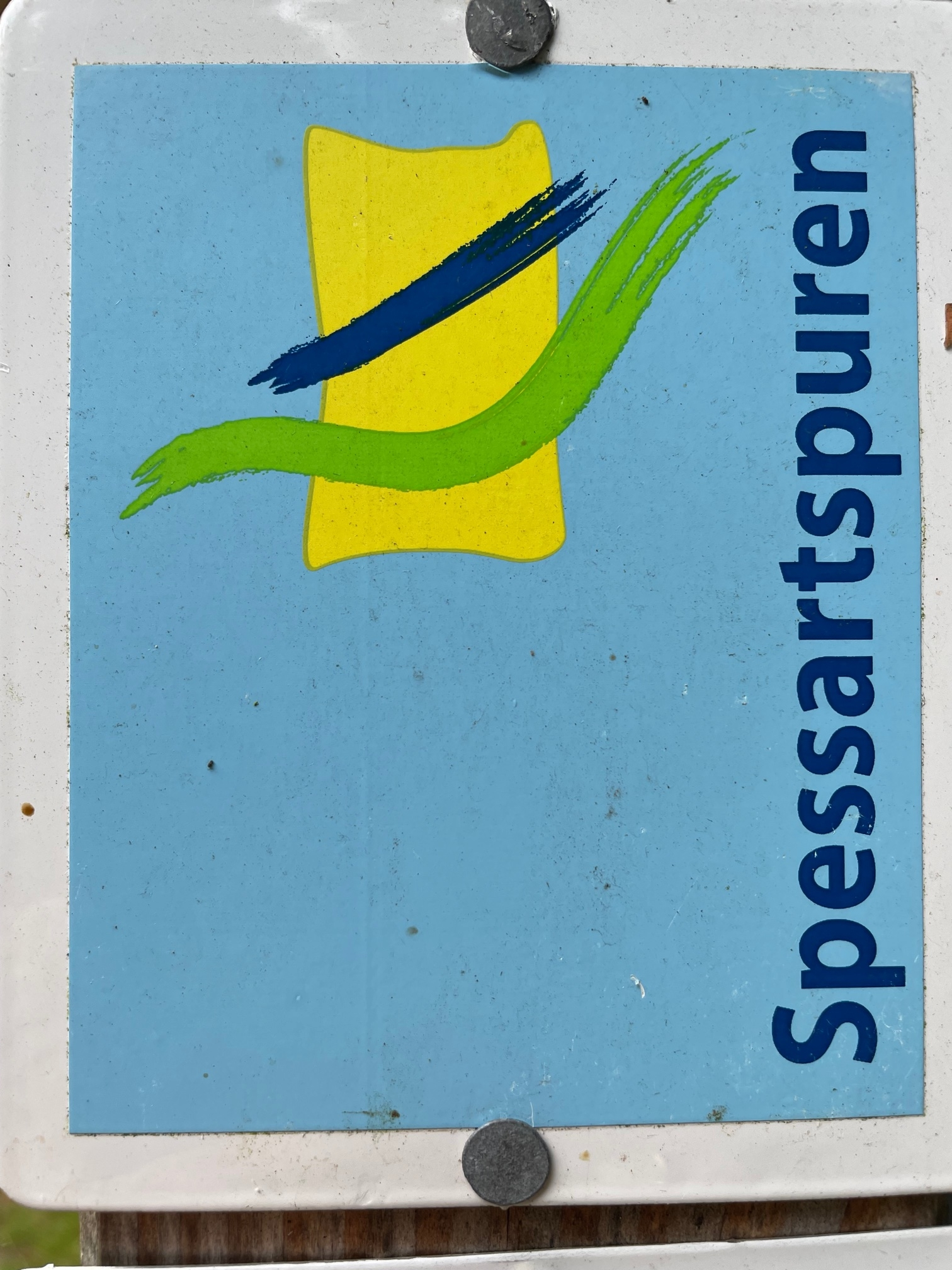
Wegmarkierung der „Spessartspuren“

### Spessartweg 3
Am Bahnhof von Salmünster beginnt der 60 km lange Fernwanderweg „Spessartweg 3“. Der Premiumweg verläuft in Nord-Süd-Richtung. Die 1. Etappe führt von Salmünster nach Bad Orb, von dort aus in weiteren Etappen, quer durch den Spessart bis Heigenbrücken im bayerischen Hochspessart. Dort besteht Anschluss über den Spessartweg 2 bis zum Main. Mit dem Siegel „Qualitätsweg Wanderbares Deutschland“ des Deutschen Wanderverbands ausgezeichnet, ist der Spessartweg reich an Kultur- und Natursehenswürdigem (Ruine Beilstein, Lettgenbrunn, Eselsweg, Wiesbüttmoor, Aubachtal, Habichsthal, Aubachseen, Heigenbrücken mit Wildpark, Kletterwald und Naturschwimmbad).
Start- und Zielpunkt des Spessartweges 3 sind jeweils mit der Bahn erreichbar. Auf dem Weg von der Kinzig in den Hochspessart sind insgesamt 1.500 Höhenmeter zu überwinden. Der höchste Punkt liegt bei 520 m über NHN.

### Jakobsweg 16
Salmünster ist ebenso wie Bad Soden Station am Jakobsweg 16, der von Fulda über Frankfurt (124 km) und Mainz (48 km) nach Trier(164 km) bzw. Worms(65 km) führt. Er orientiert sich am Verlauf einer alten Handelsstraße, der Via Regia, wo schon im Mittelalter Pilger gegangen sind, um zu dem berühmten Wallfahrtsort Vézelay in Frankreich bzw. Le Puy dem Ausgangspunkt des französischen Weges nach Santiago de Compostela in Spanien zu gelangen. Der Weg ist durchgängig mit dem europäischen Muschelzeichen (Bild) markiert. Von Salmünster führt der Weg weiter über Wächtersbach zur nächsten Station in Wirtheim.

### Spessartspur „Wildromantische Hirschbornteiche“
In Salmünster gibt es auch eine der Spessartspuren; es sind kurze und einfache Wanderwege, die eher unter das Stichwort Spazierwandern einzuordnen sind. Der Name „Wildromantische Hirschbornteiche“ verweist ihn in den Ortsteil Hausen. Es ist ein nur gut 5 km langer, zertifizierter und abwechslungsreicher Premiumrundweg, ohne große Höhenunterschiede. Die Wanderung bietet reichliche Gelegenheit zur Naturbeobachtung, da Teiche und Insel zwischenzeitlich von Bibern besiedelt wurden.

## Persönlichkeiten

### Söhne und Töchter der Stadt

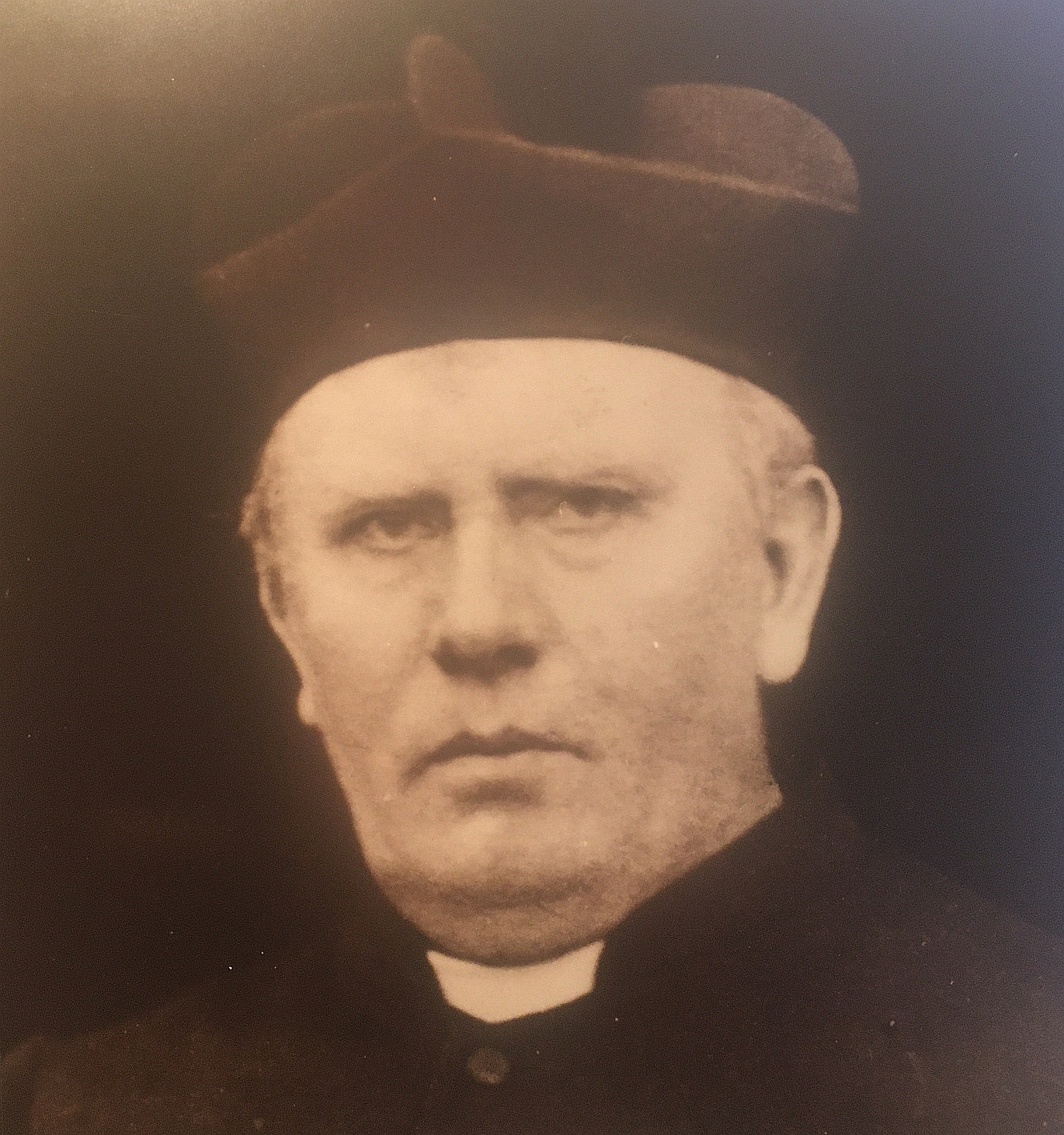
Pacificus Schulz, Geistlicher und Ehrenbürger von Bad Soden

- Georg Pohl (1805–1868), Rechtsanwalt und Mitglied der kurhessischen Ständeversammlung
- Carl Friedrich Mühlhause (1824–1883), Gutsbesitzer und Mitglied des kurhessischen Kommunallandtages
- Peter Habig (1839–1916), gründete in Wien eine Hutfabrik, gewann mit seinen Kreationen viele Preise in Europa und in Übersee, wurde schließlich k.u.k. Hof-Hutmacher. Fabrikation und Geschäft bestehen noch, in 5. Generation fort.
- Pacificus Schulz (1843–1924), Geistlicher Rat, war erster Kaplan und ab 1888 Pfarrer in Soden; setzte sich sehr engagiert für den Bau der St. Laurentiuskirche (1893–1896) ein[41]. Wichtige Impulse für die Entwicklung der Bäderkultur in Soden gingen von ihm aus, unter anderem durch Gründung der Kurpension „Marienheim“ (1913, heute Fachklinik St. Marien am Stolzenberg). Ebenso wirkte er auf karitativ-sozialem Gebiet, mit einer Kinderheilanstalt (1903–1906) (heute „St. Lioba“).[42] Die Stadt zeichnete ihn mit der Ehrenbürgerschaft und mit der Benennung der „Pacificusstraße“ aus. Auch eine der Quellen Bad Sodens trägt seinen Namen. Eine Plastik aus der Hand von Anton Grauel vor der Kurklinik St. Marien erinnert an deren Gründer Pacificus Schulz.
- Henry Harnischfeger (1855–1930), US-amerikanischer Unternehmer, war an der Entwicklung einer Nähmaschine bei Singer und an der Harley Davidson Motor Co beteiligt. 1930 stiftete in Salmünster die heutige Henry-Harnischfeger-Schule.
- Richard Küch (1860–1915), Physiker und Chemiker, war tätig auf dem Gebiet der Edelmetallverarbeitung, der Gewinnung von blasenfreiem Quarzglas und gilt auch als Erfinder der UV-Hochdrucklampe sowie des elektrisches Widerstandsthermometer aus Platindraht. Die Richard-Küch-Straße ist nach ihm benannt.
- Ernst von Buseck (1686–1754), Fürstlich-würzburgischer-fuldaischer Geheimrat, fuldaischer Vicedom und Erbauer des Schlosses Buseck
- Joseph Müller (1894–1944), katholischer Priester, Seelsorger und Kritiker des Nationalsozialismus. Wegen eines politischen Witzes wurde er 1944 durch den Volksgerichtshof in Berlin zum Tode verurteilt und hingerichtet. Im Juni 2014 wurde das Urteil, in Anwendung des NS-Unrechtsurteileaufhebungsgesetzes aufgehoben.
- Winfried Joch (* 1935), Sportwissenschaftler
- Günter Berg (* 1959), Verleger und Literaturagent
- Carsten Paul (* 1966), Richter am Bundesgerichtshof

### Mit Salmünster verbundene Persönlichkeiten

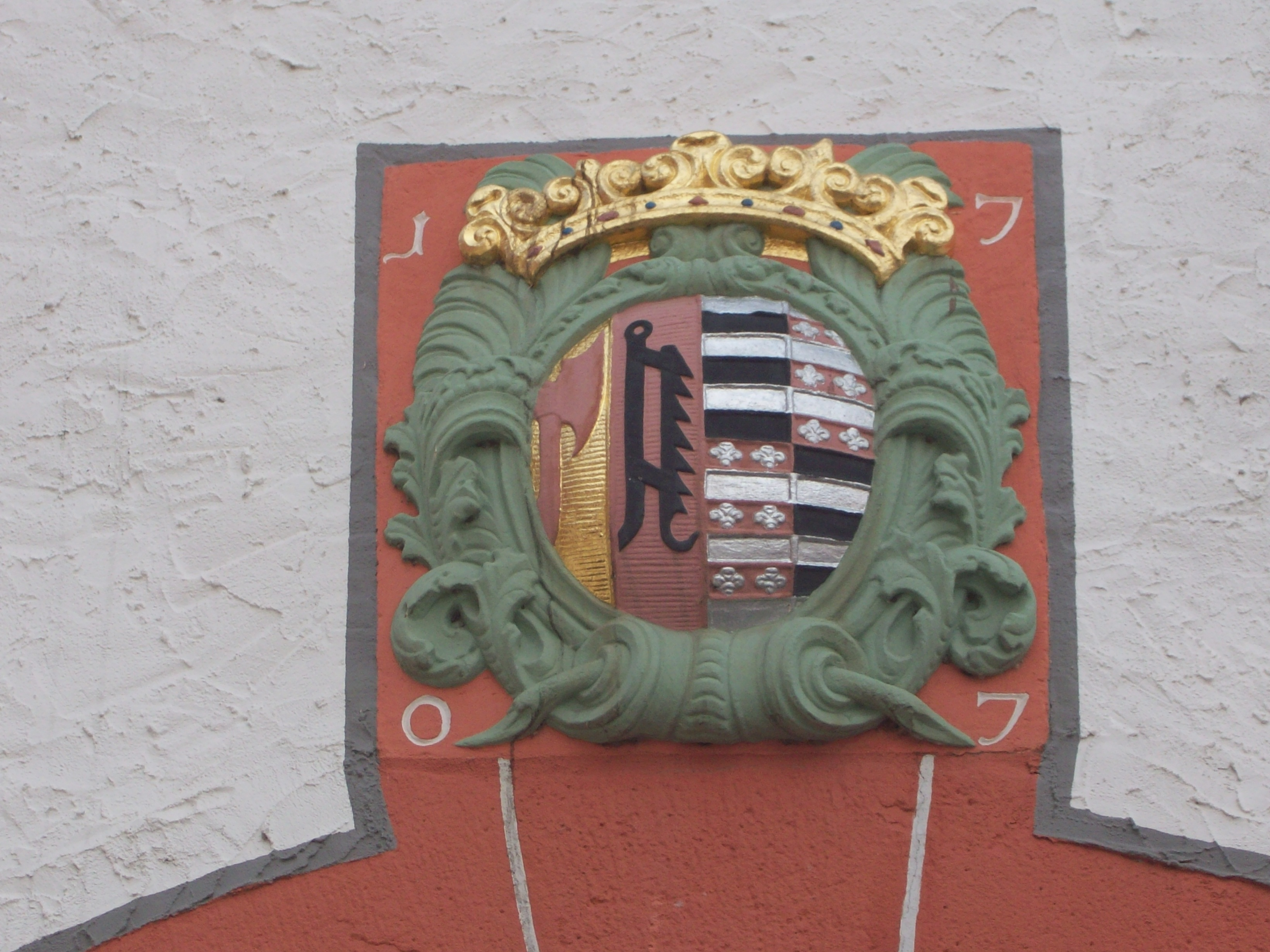
Allianzwappen der Familien von Schleifras und von Bicken am Torhaus des Schleifrashofes

- Heinrich VI. von Hohenberg, Fürstabt der Reichsabtei Fulda, erreichte 1320 beim Kaiser Ludwig dem Bayern die Erhebung Salmünsters zur Stadt.
- Frowin von Hutten (um 1469–1529) Ritter, Amtmann und Hofbeamter im Dienste des Mainzer Erzstiftes und anderer Herren, durch Erbteilung war er Eigentümer des Burghofs zu Salmünster, des Amtes Salmünster und Anderem[43], auch am Burgsitz in Soden war er beteiligt. Letzteres verlor er 1522 wegen seiner Beteiligung an der Fehde gegen Kurtrier, erhielt es aber 1526 wieder zurück. Nach ihm ist die Frowin-von-Hutten-Straße in Bad Soden benannt.
- Martin Gobelius (um 1535 in Valwig, † 28. Februar 1598 in Salmünster), war 10 Jahre lang Stiftsdechant und Pfarrer zu Salmünster und gründete hier eine Armenstiftung. Im Bestreben den katholischen Glauben in der Region zu erhalten, setzte er sich auch mit Mitgliedern der Familie von Hutten auseinander. Hier leistete er auch wertvolle Aufbauarbeit in Kirche und Pfarrhaus. Auch in seiner Heimatregion an der Mosel richtete er eine Stiftung zur Ausbildung junger Menschen in Valwig, (seinem Geburtsort) und eine Schule in Bruttig (Mosel) ein.
- Johann Martin Ludwig von Schleifras zu Reichlos, kurmainzischer Kämmerer, Fuldaer Geheimer Rat, Oberjägermeister und Oberamtmann in Mackenzell[44], war Sohn des Freiherrn Georg Lukas von Schleifras und dessen Gattin Maria Margareta von Rotzmann und jüngerer Bruder des Fürstbischofs von Fulda, Adalbert von Schleifras, erwarb 1706 den heute nach ihm Schleifrashof benannten Adelssitz. Er erweiterte ihn um den Torbau, den er mit dem Allianzwappen derer von Schleifras und seiner Frau Magdalena Elisabeth von Bicken schmücken ließ.